# Forti FG03
La Forti FG03, chiamata anche Forti FG03-96, è una monoposto di Formula 1, costruita dalla scuderia italiana Forti Corse per partecipare al campionato mondiale di Formula 1 1996.

## Contesto

### Cambio di piloti e problemi finanziari
Alla fine del campionato 1995, il brasiliano Roberto Moreno abbandona il team, seguito poco tempo dopo dal connazionale Pedro Paulo Diniz che passa alla Ligier; di conseguenza, anche i principali sponsor dei due piloti paganti abbandonano la Forti, che si trova ora in una situazione difficoltosa a livello economico. Tuttavia, il team con sede ad Alessandria riesce a chiudere un accordo con la Ford per la fornitura dei motori in versione "clienti" e ad assumere nomi importanti per rinforzare l'organico della squadra, uno su tutti Cesare Fiorio, ex dirigente di Ferrari e Ligier che viene ingaggiato in veste di team principal. Cambia inevitabilmente anche la line-up di piloti, che diventa tutta italiana (ultimo caso verificatosi ad oggi): vengono infatti assunti i due veterani Andrea Montermini (ex Simtek e Pacific) e Luca Badoer (ex Scuderia Italia e Minardi).
Inoltre, a causa delle avversità affrontate durante l'arco del periodo invernale, l'ingegnere Riccardo de Marco è stato incaricato di progettare la nuova FG03 solo pochi mesi prima dell'inizio della stagione, non avendo quindi il tempo necessario per approntare la nuova macchina che arriverà solo a stagione inoltrata, nel Gran Premio di San Marino. Nel frattempo, i due piloti Montermini e Badoer hanno disputato le prime gare del campionato con la vecchia FG01.

## Caratteristiche tecniche

### Telaio e aerodinamica
La nuova FG03 differenzia dal modello precedente soprattutto per il musetto, che viene rialzato e ora ha due supporti che lo separano dall'ala, ma risulta più stretto e con una conformazione "a punta" che la differenzia dal resto delle vetture presenti in griglia. Il cofano motore mantiene una linea sobria e pulita, tranne nella parte finale dove viene "bombato" per permettere il convoglio degli scarichi. Sempre al posteriore, vengono aggiunte due appendici aerodinamiche di egual misura ai lati dell'alettone, mentre invece le pance restano basse e larghe riprendendo comunque la conformazione "a coca-cola", ma rimanendo prive dei bargeboards subito davanti alle bocche delle pance.

### Meccanica
Il motore, un Ford ECA Zetec-R preparato dalla Cosworth, è un V8 da 3.0 di cilindrata dotato di circa 650 CV al regime massimo di rotazione di 14 000 giri/minuto ed è distribuito alla Forti in configurazione "clienti", in quanto è una specifica già vecchia di due anni montata già sulla Benetton iridata nel 1994 e sulla Sauber nel 1995. Nonostante essere quindi un propulsore obsoleto, si rivela comunque il punto di forza di questa vettura grazie anche al peso di appena 130 kg e all'angolo di bancata di 75°; Infine, lo schema delle sospensioni è di tipo push-rod sia all'anteriore che al posteriore, mentre il cambio è costruito in proprio dalla squadra, in collaborazione con la Hewland.

## Livrea e sponsor
Al momento della presentazione e per le prime gare, la FG03 ha una livrea totalmente gialla, con inserti blu su ala posteriore e anteriore e rossi ai lati dell'airscope dettati dallo sponsor ROCES. A seguito poi dell'acquisto di quote societarie da parte di Shannon Racing, la livrea viene totalmente stravolta: viene accantonato il classico giallo che aveva caratterizzato i due modelli del team piemontese in luogo di una colorazione bianca nella parte superiore della vettura e verde su tutta la parte inferiore della vettura. Il main sponsor diventa dunque Shannon mentre altri sponsor comparsi su entrambe le livree sono: Parmalat, Beta, SOKOL, HP, Replay, ITS Ceramiche, Duracell, Dyva Italia, Antera, Camozzi.